# 惠斯特

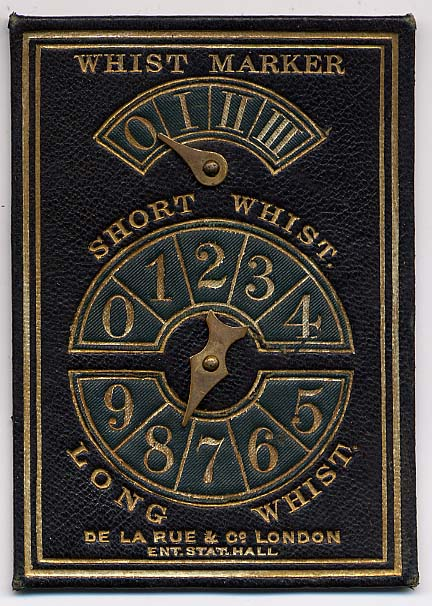
惠斯特

惠斯特是18至19世纪英国境內流行的一种吃磴遊戲以及卡片遊戲。1742年，有人出版了一本由埃德蒙·霍伊尔撰写的专门介绍惠斯特的书。這本書十分畅销，并且很快就传播到欧洲与美洲。惠斯特要用到标准的52张牌。